# Jayden Danns
Jayden Alexander Danns, né le 16 janvier 2006 à Liverpool, est un footballeur anglais qui évolue au poste d'attaquant au Sunderland AFC, en prêt du Liverpool FC.

## Biographie
Jayden Danns naît à Liverpool en 2006. Son père, Neil Danns, est footballeur international guyanais,. Jayden rejoint le Liverpool FC à huit ans, en 2014.

### Carrière en club
Il fait ses débuts avec l'équipe première de Liverpool le 21 février 2024 en Premier League en tant que remplaçant à la 89e minute lors d'une victoire 4-1 à domicile contre Luton Town. Quatre jours plus tard, il participe à la finale de l'EFL Cup 2023-2024 pour un victoire 1-0 de Liverpool contre Chelsea au Stade de Wembley. Il marque ses deux premiers buts pour Liverpool le 28 février, au cinquième tour de la FA Cup pour une victoire 3-0 à domicile contre Southampton. Pour ce doublé, il est nommé joueur du match pour la première fois. Le 15 mars 2024, il signe un nouveau contrat à long terme avec le club, dont la durée exacte est inconnue.
Il subit une blessure lors de la pré-saison 2024-2025 et ne reprends l'entraînement qu'en novembre 2024. Son retour dans l'équipe première est marqué par un but, le troisième d'une victoire 4-0 contre Accrington Stanley en FA Cup 2024-2025 le 11 janvier 2025. Le 29 janvier 2025, il fait ses débuts en Ligue des Champions, titulaire pour le dernier match de groupe de la campagne 2024-2025 contre le PSV Eindhoven.
En février 2025, il signe un nouveau contrat avec Liverpool et est prêté dans le même temps à Sunderland, en deuxième division anglaise,. Son prêt expirera le 31 mai 2025 et celui-ci ne contient pas d'options d'achat.

### Carrière en sélection
En novembre 2021, Jayden Danns fait ses débuts avec l'équipe d'Angleterre des moins de 16 ans, avec qui il se distingue par un doublé contre la Belgique. De 2023 à 2024, il participe également à 9 matchs avec les moins de 18 ans.

## Statistiques

### En club
| Saison                | Club                  | Championnat           | Championnat | Championnat | Championnat | Coupe nationale | Coupe nationale | Coupe nationale | Coupe de la Ligue | Coupe de la Ligue | Coupe de la Ligue | Compétition(s) continentale(s) | Compétition(s) continentale(s) | Compétition(s) continentale(s) | Compétition(s) continentale(s) | Total | Total | Total |
| Saison                | Club                  | Division              | M.          | B.          | P.d.        | M.              | B.              | P.d.            | M.                | B.                | P.d.              | Comp.                          | M.                             | B.                             | P.d.                           | M.    | B.    | P.d.  |
| 2023-2024             | Liverpool FC          | Premier League        | 2           | 0           | 0           | 1               | 2               | 0               | 1                 | 0                 | 0                 | C3                             | 1                              | 0                              | 0                              | 5     | 2     | 0     |
| 2024-2025             | Liverpool FC          | Premier League        | 1           | 0           | 0           | 1               | 1               | 0               | 1                 | 0                 | 0                 | C1                             | 1                              | 0                              | 0                              | 4     | 1     | 0     |
| Total sur la carrière | Total sur la carrière | Total sur la carrière | 3           | 0           | 0           | 2               | 3               | 0               | 2                 | 0                 | 0                 | -                              | 2                              | 0                              | 0                              | 9     | 3     | 0     |

## Palmarès

### En club
Liverpool FC
- Championnat d'Angleterre
  - Champion en 2024-2025
- Coupe de la Ligue anglaise
  - Vainqueur en 2023-2024